# 1239 Queteleta
1239 Queteleta (1932 CB) là một tiểu hành tinh vành đai chính được phát hiện ngày 4 tháng 2 năm 1932 bởi E. Delporte ở Uccle.